# ニンジニアネットワーク 和田ラヂヲの聴くラヂヲ3
ニンジニアネットワーク 和田ラヂヲの、聴くラヂヲ3（ニンジニアネットワーク わだラヂヲの、きくラヂヲスリー）は、エフエム愛媛とエフエム香川、岡山エフエム放送で2024年1月6日から毎週土曜日の21:00 - 21:30に放送されているバラエティー番組である。

## 概要
愛媛県在住の漫画家・和田ラヂヲがパーソナリティーを務めるラジオ番組で、2013年4月から同時間帯で放送されている『ニンジニアネットワーク 和田ラヂヲの、聴くラヂヲ→ニンジニアネットワーク 和田ラヂヲの、聴くラヂヲ2』の流れを汲んでいる。

## 出演者と内容

### 出演者
- 和田ラヂヲ（パーソナリティー）[2]
- ピスタチオさん（ディレクター）[注釈 1]
- ゆうとさん（2022年年末ごろ-）
- マスコット「おきく3」（壺をイメージした青年キャラクター。第1回放送・配信で名前も発表された）

### コーナー
コーナーに対するお便りを紹介する場合、和田（本日のメールのみ、ピスタチオさん、またはゆうとさん）から必ず「○○さん（投稿者）の✕✕（コーナー名）」とアナウンスし、その後各コーナーにそった効果音を流してから作品を読み上げる。
- 爆笑アラカルト（一発ギャグを投稿してもらう）
- 週替わりメニュー（毎週週替わりのテーマに沿ったネタを出してもらう。うち、第3週は「妖怪いろは図鑑」を充当。）
- 本日のメール（ふつうのお便り紹介）
- 今週のタタキ（2時代の2023年11月から開始。木魚をたたきながら和田が何かをつぶやいているものを答えてもらう。ギャグによるボケ回答も可能）
- 第5週は原則として特別企画（稀に公開生放送・収録など）が設けられる他、8月中旬には「怖い○○」の統一テーマで投稿を募集する。

### 月間ラヂヲ賞
放送された投稿や回答の中から各週に1点ずつ、優秀な作品を「月間ラヂヲ賞」エントリー作品として選出する。毎月の最終週（第5週まである場合は原則第4週）には、その月のエントリー作品の中から「月間ラヂヲ賞」を1点選出する。受賞者には和田のサイン入り色紙と記念盾、番組ノベルティーが贈呈される。各エントリー作品と「月間ラヂヲ賞」受賞作品は、それぞれの放送回の最後に発表される。
また、2からの流れで、毎年年末最終放送日で、「ラヂヲ賞年間最優秀賞」を発表している。これは、月間ラヂヲ賞の12作品すべてを年間最優秀のノミネートとし、その中から1点をラヂヲ賞年間最優秀賞として選んで、その受賞作品の投稿者に、記念トロフィーが贈呈される。

### 週間ラシンク賞
放送された投稿や回答の中から各週に1点ずつ、和田がイラストに描きたい作品を「週間ラシンク賞」として選ぶ。描画の様子は、ラシンクのホームページとYouTubeに動画として掲載される。

### イベント
- 2024年3月16日：阿佐ヶ谷ロフトA[6]にて公開収録（3月30日に放送・配信） - ゲスト：田中光
- 同年6月15日：愛媛FCのJ2リーグ観戦記[7]（同年6月8日にニンジニアスタジアムで行われた水戸ホーリーホック戦を観戦し、そのときに収録した音源を放送）

## インターネットによる配信
番組はポッドキャスティングとインターネットラジオでも配信されており、本放送の翌日から聴取ができる。全局radikoによる本放送の聴取も可能である。
番組ホームページでは、インターネットラジオの「オンデマンド方式」で聴くことができる。